# Saulteaux River
Der Saulteaux River  ist ein etwa 210 km langer rechter Nebenfluss des Lesser Slave River in der kanadischen Provinz Alberta.

## Flusslauf
Der Saulteaux River durchfließt ein Gebiet südlich des Kleinen Sklavensees in Zentral-Alberta. Er entspringt in den Swan Hills auf einer Höhe von etwa 1100 m, 13 km nordöstlich der Kleinstadt Swan Hills. Der Saulteaux River fließt anfangs in Richtung Ostnordost. Bei Flusskilometer 95 wendet sich der Fluss nach Norden. 24 km oberhalb der Mündung kreuzt der Alberta Highway 2 den Flusslauf. Der Saulteaux River mündet schließlich 28 km östlich von Slave Lake in den Lesser Slave River. Der Saulteaux River weist entlang seinem gesamten Flusslauf zahlreiche enge Flussschlingen und Altarme auf. Er entwässert ein Areal von etwa 2650 km². Im Norden grenzt das Einzugsgebiet des Saulteaux River an das des Otauwau River, im Osten an das des Athabasca River, im Südwesten an das des Timeu Creek, ein Nebenfluss des Athabasca River, sowie im äußersten Westen an das des Swan River.

## Hydrologie
Am Abflusspegel 07BK005 an der Brücke des Alberta Highway 2 beträgt der mittlere Abfluss (MQ) ungefähr 8,4 m³/s. Mai, Juni und Juli sind die abflussstärksten Monate mit einem mittleren monatlichen Abfluss von etwa 20 m³/s.